# Flugkörperschnellboot

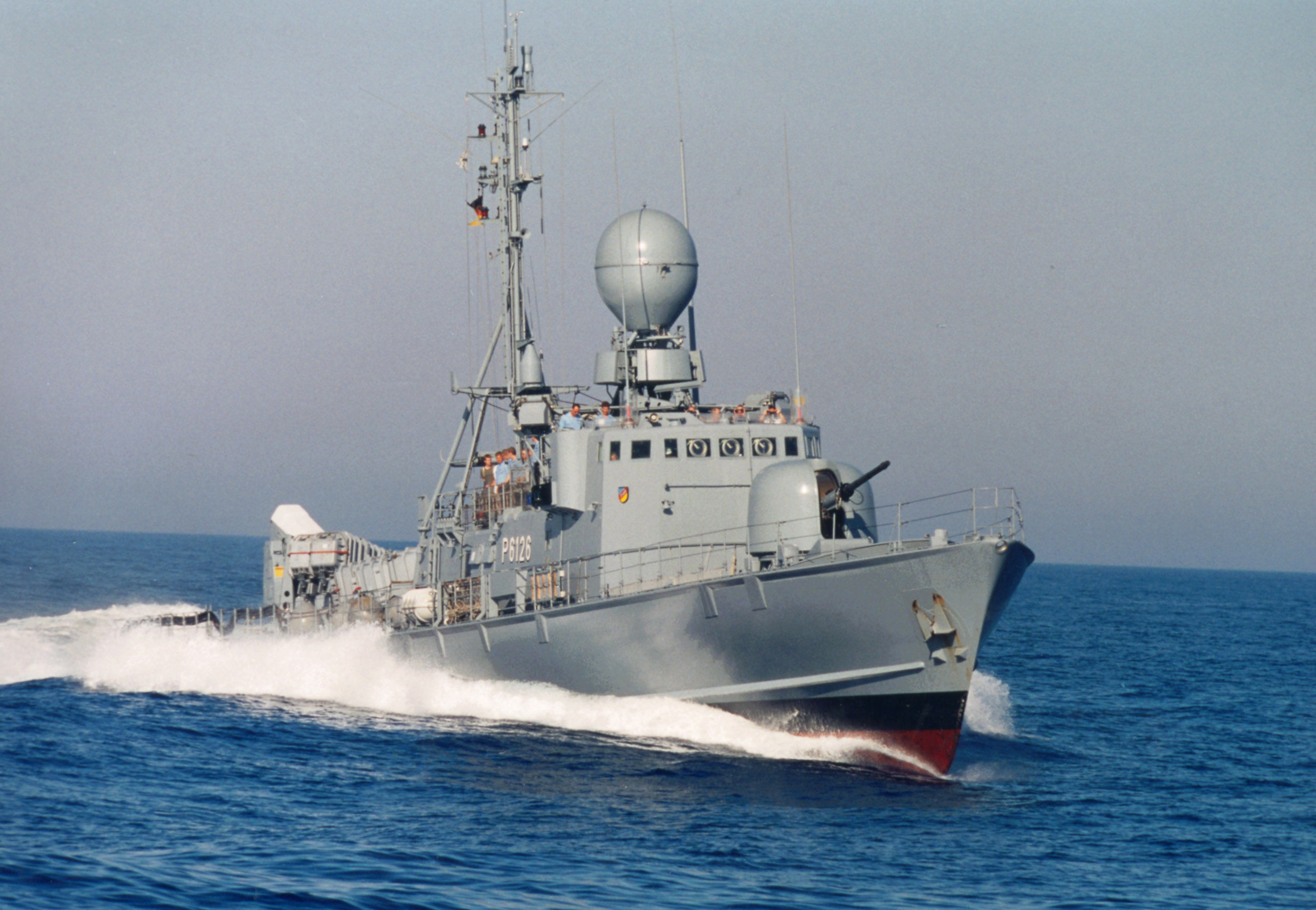
Deutsches Flugkörperschnellboot der Gepard-Klasse

Ein Flugkörperschnellboot (FK-Schnellboot) ist ein Schnellboot mit einer Primärbewaffnung aus Seezielflugkörpern zur Bekämpfung feindlicher Schiffe. Der Schiffstyp entstand aus den Schnellbooten des Zweiten Weltkriegs. Die ersten Flugkörperschnellboote waren die ab 1959 in Dienst gestellten Boote der Komar-Klasse der sowjetischen Marine, eine modifizierte Version der P6-Schnellboote.

## Einsatzgrundlagen
Flugkörperschnellboote übernehmen die gleichen Aufgaben wie Schnellboote und Torpedoboote des Zweiten Weltkrieges. Sie sind vorgesehen für schnelle Angriffsoperationen gegen größere Ziele wie Kreuzer oder Flugzeugträger sowie für schnelle Angriffe gegen Geleitzüge und relativ küstennahe Patrouillenaufgaben. Sie sind häufig Bestandteile von größeren Verbänden und übernehmen hier die Aufklärung und Erstbekämpfung feindlicher Ziele rund um den Verband.

## Bewaffnung
Statt der herkömmlichen Kanonen- und Torpedobewaffnung sind Raketenschnellboote primär mit Flugkörpern bewaffnet. In geringem Maße verfügen sie über eine leichte Kanonenbewaffnung zur Flugabwehr und oft im eingeschränkten Maß über Fähigkeiten zur Bekämpfung von U-Booten.

## Im Einsatz
Als erster Einsatz von Flugkörperschnellbooten gilt die Versenkung des israelischen Zerstörers Eilat durch ägyptische Raketenboote der Komar-Klasse am 20. Oktober 1967. Das erste Aufeinandertreffen moderner Flugkörperschnellboote ereignete sich in der Schlacht von Latakia während des Jom-Kippur-Krieges im Oktober 1973, in deren Verlauf zwei syrische Raketenboote der Komar-Klasse, ein Boot der Osa-Klasse sowie ein Minensuchboot und ein Motortorpedoboot von vier israelischen Booten der Sa'ar-Klasse und einem der Reshef-Klasse zerstört wurden.
In der Gegenwart sind Flugkörperschnellboote allerdings aus der Mode gekommen. Grundsätzlich war das ursprüngliche Einsatzkonzept für diesen Schiffstyp auf Küstengewässer ausgelegt; niedrige Anschaffungs- und Unterhaltskosten durch geringe Größe wurden dabei mit schlechten Seeeigenschaften, beengten Verhältnissen an Bord, erschwerter Wartung und damit einhergehend einer vergleichsweise geringen Nutzungsdauer erkauft. In taktischer Hinsicht problematisch war dagegen vor allem die unzureichende Flugabwehr, die bei den meisten Schiffsklassen dieses Typs lediglich aus leichten bis mittleren Flugabwehrkanonen bestand. Als exemplarisch für diesen Mangel gilt dabei die Operation Attain Document, bei der sich libysche Flugkörperschnellboote und Korvetten der La-Combattante-IIa-Klasse und der Nanuchka-Klasse nicht gegen Luftangriffe durch Flugzeuge der United States Navy wehren konnten.
Als Fortschreibung des Flugkörperschnellboot-Konzepts gelten daher größere Korvetten wie die deutsche Braunschweig-Klasse oder die israelische Sa’ar-5-Klasse, deren Offensivbewaffnung immer noch auf Seezielflugkörpern beruht, deren Möglichkeiten zur Luftabwehr aber wesentlich erweitert sind. Der Begriff „Korvette“ bezeichnet dabei allerdings nicht ausschließlich derartige Schiffe.

## Beispiele
- Osa-Klasse I/II, Sowjetunion

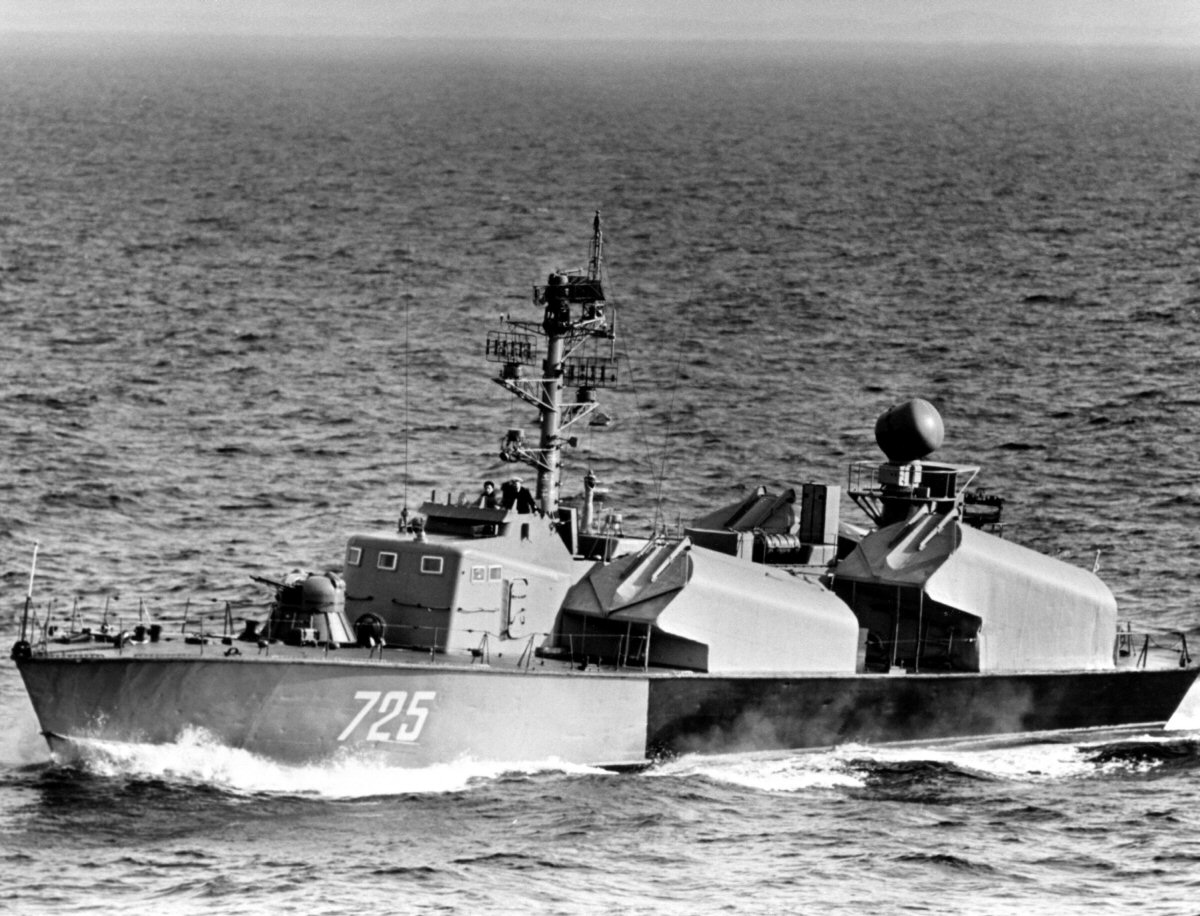
Sowjetisches Raketenschnellboot der Osa-I-Klasse auf Marschfahrt

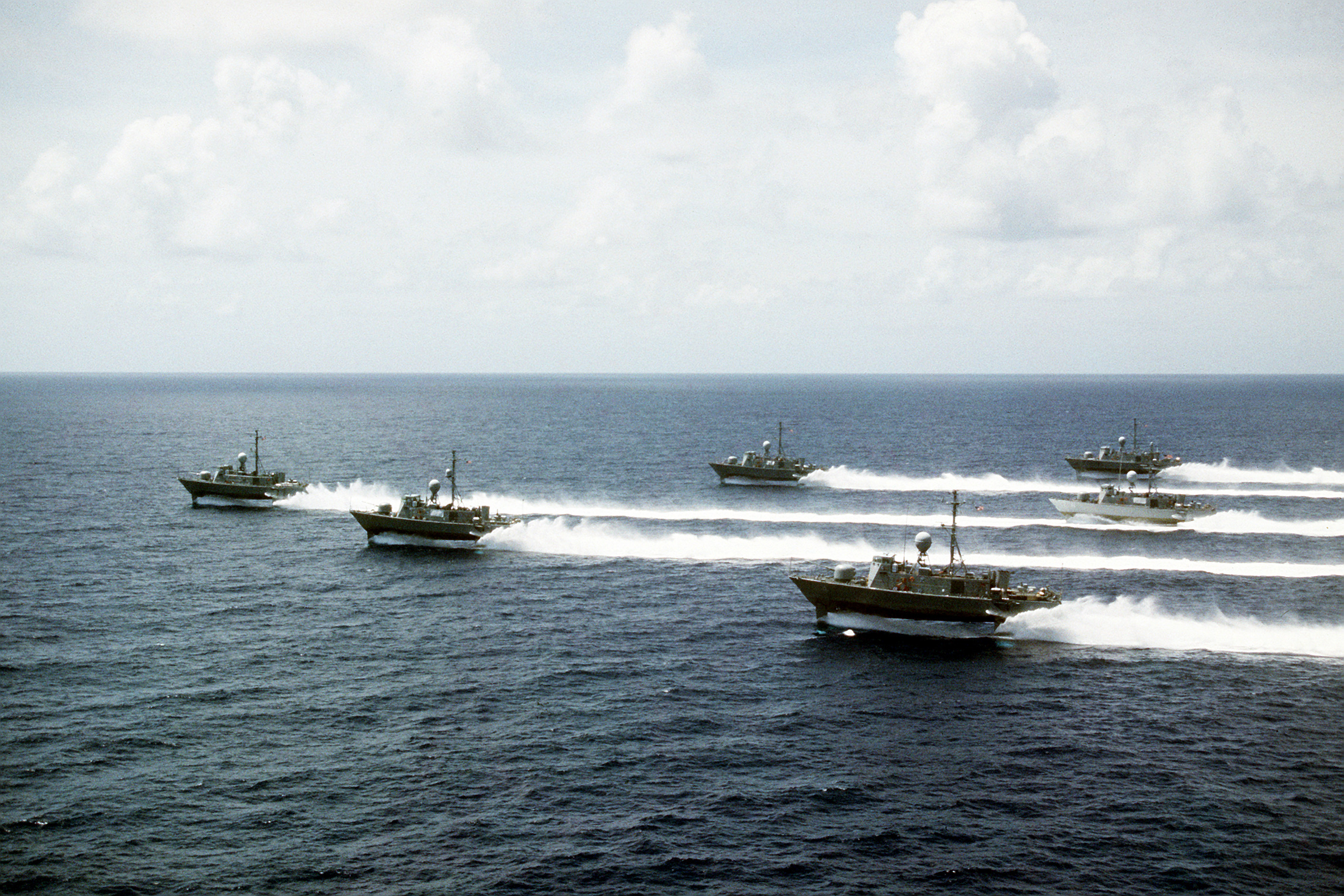
Sechs US-amerikanische Raketenschnellboote der Pegasus-Klasse bei einer Übung

- Nanuchka-Klasse 1-4, Sowjetunion/Russland
- Huangfeng-Klasse, China
- Houbei-Klasse, China
- Pegasus-Klasse, USA
- Gepard-Klasse, Deutschland
- Tiger-Klasse, Deutschland
- Sa'ar-2- bzw. 3-Klasse, Israel
- Sassnitz-Klasse, DDR/Polen
- Norrköping-Klasse, Schweden
- Helsinki-Klasse, Finnland
- Albatros-Klasse, Deutschland
- Hayabusa-Klasse, Japan